# 漆裕元
漆裕元（1908年—1975年），男，江西高安人，中国革命活动家，教育家，爱国人士。江西省人民政府参事室原副主任，民盟江西省委原副主委。

## 生平
1931年毕业于南京中央大学外国文学系。一二八事变后返回江西，先后在南昌鸿声中学、心远中学等校任英语教师，选用高尔基的《海燕》以及爱伦堡的《巴黎的陷落》等片断作为英文教材，在学生中宣传抗日思想。曾多次被国民党当局逮捕，也在赣江边的马家洲集中营关押过。
1947年春，与李柱、曾伯雄等人在南昌秘密筹建并主持中国民主同盟江西临时省支部工作，协助筹划组织江西广播电台器材和《国民日报》社印刷机的运藏工作。1949年5月以后，历任江西省人民政府参事室副主任、省文化局副局长、民盟江西省委副主委等职务。1958年和许德瑗等被划为右派分子。文化大革命期间被下放山区农村劳动。1975年逝世。1979年3月获得江西省委统战部的平反，恢复名誉。